# RCA Championships 2000
RCA Championships 2000 — тенісний турнір, що проходив на кортах з твердим покриттям у місті Індіанаполіс, США з 14 серпня. Належав до категорії ATP International Series Gold. Був турніром серії Indianapolis Tennis Championships 2000 року.

## Фінальна частина

### Одиночний розряд
Густаво Куертен —  Марат Сафін 3–6, 7–6(7–2), 7–6(7–2)

### Парний розряд
Ллейтон Г'юїтт /  Сендон Столл —  Йонас Бйоркман /  Максим Мирний 6–2, 3–6, 6–3